# Копаніна-Каменська
Копаніна-Каменська (пол. Kopanina Kamieńska) — село в Польщі, у гміні Лазіська Опольського повіту Люблінського воєводства.
Населення — 157 осіб (2011).
У 1975-1998 роках село належало до Люблінського воєводства.

## Демографія
Демографічна структура станом на 31 березня 2011 року:
|          | Загалом | Допрацездатний вік | Працездатний вік | Постпрацездатний вік |
| -------- | ------- | ------------------ | ---------------- | -------------------- |
| Чоловіки | 80      | 10                 | 61               | 9                    |
| Жінки    | 77      | 15                 | 41               | 21                   |
| Разом    | 157     | 25                 | 102              | 30                   |